# Référendums irlandais de 1998
Deux référendums ont lieu en Irlande le 22 mai 1998 afin d'adopter deux amendements à la Constitution visant à la ratification de deux accords internationaux :
- Référendum irlandais sur le traité d'Amsterdam ;
- Référendum irlandais sur l'accord du Vendredi saint.